# بوب كيلي (لاعب كرة قدم أمريكية)
بوب كيلي (بالإنجليزية: Bob Kelly)‏ هو لاعب كرة قدم أمريكية أمريكي، ولد في 18 أغسطس 1940 في كارلسباد في الولايات المتحدة، وتوفي في 18 ديسمبر 2014.

## وصلات خارجية
- بوب كيلي على موقع كلية كرة السلة في سبورتس رفرنس.كوم (الإنجليزية)
- بوب كيلي على موقع مرجع كرة القدم المحترفة.كوم (الإنجليزية)